# Contea di Linyou
La contea di Linyou (麟游县S, Línyóu XiànP) è una contea della Cina, situata nella provincia dello Shaanxi e amministrata dalla prefettura di Baoji.